# کورتی زفایر
کورتی زفایر (به انگلیسی: Curti Zefhir) یک بالگرد سبُک دوسرنشین آموزشی است که به دست صنایع هوافضای کورتی ایتالیا ساخته شده‌است. هزینه توسعه و ساخت این بالگرد توسط کمیسیون اروپا تأمین شد و پرواز اولیه خود را در سال ۲۰۱۷ انجام داد و یک سال بعد در سال ۲۰۱۸ در نمایشگاه هوایی آلمان که در فرودگاه فریدریش هافن برگزار شد به نمایش درآمد. شرکت کورتی به‌دنبال دریافت گواهینامه‌های امنیتی برای بالگرد زفایر است.

## توسعه و طراحی
شرکت کورتی با ۶۰ سال سابقه صنعتی و ۴۰ سال سابقه هوافضایی، تصمیم گرفت پا به عرصه تولید بالگردهای سبُک بگذارد. کورتی سابقه همکاری با شرکت لئوناردو را نیز دارد. از این رو در راستای ورود به صنعت بالگردسازی، با همکاری شرکت چکی پی‌بی‌اس برای تأمین موتور و شرکت آلمانی یونکرز پروفلای برای تأمین چترنجات پا به این عرصه گذاشت. این بالگرد در سال ۲۰۱۸ گواهینامه‌های بین‌المللی را دریافت کرد و مجوز فروش را گرفت.

بالگرد زفایر دارای یک چتر نجات است که درصورت خراب شدن موتور، می‌تواند از این جتر نجات برای فرود بهره ببرد. در آزمایش انجام شده در سال ۲۰۱۸ مدلی بدون سرنشین از این بالگرد ساخته شد و به ارتفاع بالا پرواز کرد و با از کار انداختن موتور، توانست با موفقیت بر زمین فرود بیاید. این چتر نجات محصول مشترک کورتی ایتالیا و یونکرز پروفلای آلمان است. بدنه و ملخ‌های این بالگرد از کامپوزیت ساخته شده‌است که باعث می‌شود وزن آن بسیار کاهش یابد. این بالگرد دارای کابین شیشه‌ای خلبان و فناوری‌های پیشرفته الکترونیکی است
زفایر از یک موتور توربوشفت کوچک PBSVB محصول پی‌بی‌اس بهره می‌برد که ۲۴۱ اسب بخار نیرو تولید می‌کند. البته بخش زیادی از این نیرو توسط گیربکس و پمپ‌های موجود در بالگرد هدر رفته و درنهایت ۱۴۱ اسب بخار توان در اختیار ملخ‌ها قرار می‌گیرد. موتور این بالگرد در ارتفاع بلند و دمای بالا مقاومت زیادی از خود نشان می‌دهد. این بالگرد دارای ملخ دوتیغه است.

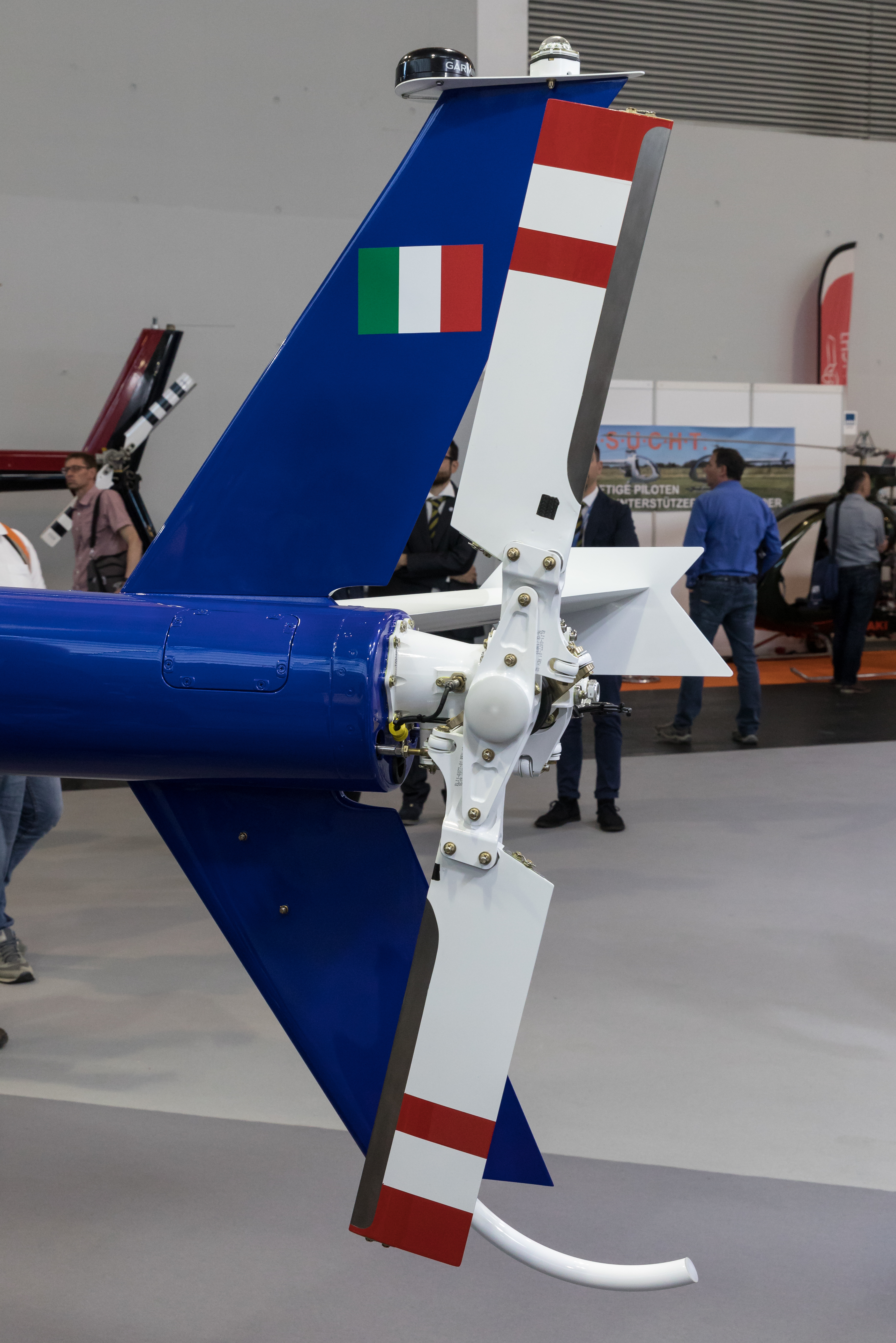
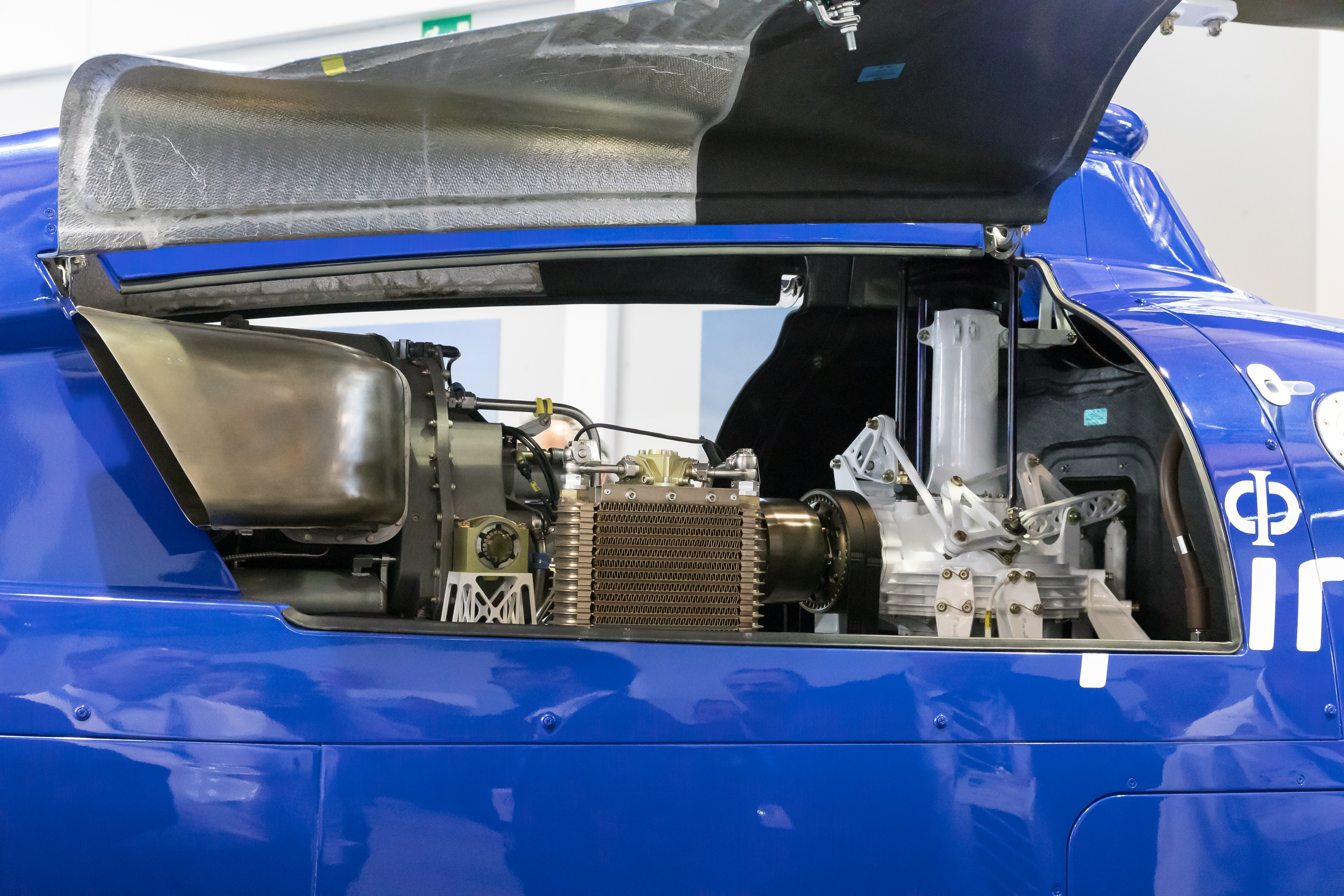

## مشخصات
داده‌ها از Curti Aerospace
ویژگی‌های عمومی
- ظرفیت: دو سرنشین
- بیشترین وزن برخاست: ۶۹۹ کیلوگرم (۱٬۵۴۰ پوند)
- پیشرانه: ۱ عدد turboshaft PBS Velká Bíteš TS100, ۱۰۵ کیلووات (۱۴۱ اسب بخار)
- ملخ‌ها: دوملخه
- حداکثر سرعت: ۱۸۵ کیلومتر بر ساعت (۱۱۵ مایل بر ساعت، ۱۰۰ گره)
- بُرد: ۳۱۹ کیلومتر (۱۹۸ مایل، ۱۷۲ مایل دریایی) at ۸۷ گره (۱۶۱ کیلومتر بر ساعت) با ۱۰ دقیقه بنزین زاپاس